# El Rosario (Nicaragua)
El Rosario es un municipio del departamento de Carazo en la República de Nicaragua.

## Geografía
El término municipal limita al norte con el municipio de Masatepe, al sur con el municipio de Santa Teresa, al este con el municipio de La Paz de Oriente y al oeste con el municipio de Jinotepe. La cabecera municipal está ubicada a 51 kilómetros de la capital de Managua.

### Topografía
La topografía es accidentada con pendiente casi plana que no supera los 15% de declive, existe una quebrada que atraviesa el municipio en la cual convergen una serie de cavadas menores que sirven de drenaje natural a las aguas pluviales que caen en el municipio con rumbo al Lago Cocibolca; no presenta fenómenos hidrográficos ni orográficos destacables.

## Historia
La fecha aproximada en que se constituyó como municipio es a final del siglo XIX, teniendo al inicio el nombre de caserío El Chompipe. Los primeros pobladores fueron personas desplazadas del pueblo de Catarina hacia estas tierras, siendo las primeras familias de apellidos Ruiz y Nicaragua. El 9 de marzo de 1848 por decreto legislativo se fijó los límites del municipio y se le dio el nombre actual.

## Demografía
El Rosario tiene una población actual de 8,602 habitantes. De la población total, el 49.8% son hombres y el 50.2% son mujeres. Casi el 52.7% de la población vive en la zona urbana.

## Naturaleza y clima
La precipitación promedio anual oscila entre los 1200 y 1400 mm. Su temperaturavaría entre 25 a 26 °C, definiéndose como clima de sabana tropical (semi-húmedo). Los suelos son de muy buena capa vegetal o material orgánicos de gran fertilidad.

## Localidades
La jurisdicción de El Rosario comprende su casco urbano y 3 comarcas rurales: El Panamá N.º 2, Berta Díaz y Cañas Blancas N.º 2.

## Economía
La actividad económica de mayor relevancia del municipio es el sector agrícola; se destaca por el cultivo de granos básicos como: arroz, caña de azúcar, frijoles y maíz. La actividad económica de los pobladores gira en torno a pequeños negocios familiares o micro empresas.

## Cultura
Lo tradicional y popular son las fiestas de Nuestra Señora del Rosario, que se llevan a efecto en la primera quincena del mes de enero, el propio día de la Virgen es el 7 de octubre, pero los pobladores anteriores lo trasladaron al mes de enero debido a las torrenciales lluvias que caían ese mes.